# Jean-Féry Rebel
Pour les articles homonymes, voir Rebel.
Jean-Féry Rebel, ou Jean-Ferry Rebel (Paris, 18 avril 1666, - Paris, 2 janvier 1747) est un violoniste et compositeur français de la période baroque.

## Biographie
Il était fils d'un chanteur Jean Rebel et d'Anne Nolson, et fut remarqué pour ses dons, dès huit ans, par Lully, auquel il doit sa formation.  
Sa sœur aînée Anne Rebel (1663-1722), chanteuse, épousa le compositeur Michel-Richard Delalande. En 1705, il fut recruté parmi les Vingt-quatre Violons du Roi. Il devint plus tard maître de musique à l'Académie royale de Musique en 1716, puis compositeur de la Chambre du roi en 1726, et enfin maître de musique de l'Académie Française en 1742 (évinçant de ce poste Louis-Antoine Dornel). 
Son fils François Rebel (1701-1775), également violoniste, compositeur et membre des « Vingt-quatre Violons du Roy », était depuis 1749 surintendant de la musique royale. Il se partageait la direction de l'opéra avec François Francœur.

## Œuvre
Dans « Les Élémens, symphonie nouvelle », il utilise le cluster pour représenter le chaos.

## Catalogue des œuvres[5]
Musique vocale
- JFR.01 : Ulysse (tragédie mise en musique), texte de Henry Guichard
- JFR.02 : Chers amis quelle abondance (air à boire)
- JFR.03 : Amis, cherchons un ermitage (air à boire)
- JFR.04 : En dormant ce matin (air à boire)
- JFR.05 : Si mon esprit quittait ma tête (air à boire)
- JFR.06 : Pourquoi différer (air à boire)
- JFR.07 : Au temps heureux ou je pouvais charmer (air sérieux)
- JFR.08 : Quand je suis auprès de Climeine (air à boire - chanson)
- JFR.09 : N'aimez jamais qu'on ne vous aime (air vocal)
- JFR.10 : Philis avait raison de me faire la guerre (air à boire)
- JFR.11 : L'épous la plus belle (air à boire)
- JFR.12 : Bacchus à moi viens me défendre (air à boire)
- JFR.13 : Iris pour s'assurer mon cœur (air à boire)
- JFR.14 : Laisse-moi ma raison (air à boire)
- JFR.15 : J'aime les plus beaux yeux (air sérieux)
- JFR.16 : Cruel amour, inutile tendresse (air à boire)
- JFR.17 : Tu te plains cher Tircis (air sérieux)
- JFR.18 : Bon vin, bon vin (air à boire)
- JFR.19 : Tais-toi triste raison (air à boire)
- JFR.20 : Le nectar qu'Hébé verse aux Dieux (air à boire)
- JFR.21 : J'allais en pèlerinage (air à boire)
- JFR.22 : De cette beauté fortunée (air à boire)
- JFR.23 : L'hiver dans tout ce qui respire (air sérieux)
- JFR.24 : Tandis que Mars arme toute la terre (air à boire)
- JFR.25 : Tircis accablé de douleurs (air à boire)
- JFR.26 : Tu te plains que l'amour t'éveille (air à boire)
- Musique de chambre
- JFR.27 : Première Suite G RÉ SOL (suite)
- JFR.28 : Deuxième Suite en B LA RÉ BÉMOL (suite)
- JFR.29 : Troisième Suite en D LA RÉ BÉCARRE (suite)
- JFR.30 : La Flore (sonate en trio)
- JFR.31 : La Vénus (sonate en trio)
- JFR.32 : L'Apollon (sonate en trio)
- JFR.33 : La Junon (sonate en trio)
- JFR.34 : La Pallas (sonate en trio)
- JFR.35 : L'Immortelle (sonate en trio)
- JFR.36 : Tombeau de Monsieur de Lully (sonate en trio)
- JFR.37 : La Sincère (sonate)
- JFR.38 : La Fidèle (sonate)
- JFR.39 : L'Iris (sonate)
- JFR.40 : La Brillante (sonate)
- JFR.41 : La Toute belle (sonate)
- Musique de danse
- JFR.54 : Caprice
- JFR.55 : Boutade
- JFR.56 : Les Caractères de la danse (symphonie de danse)
- JFR.57 : La Terpsichore
- JFR.58 : Fantaisie
- JFR.59 : Les Plaisirs champêtres
- JFR.60 : Les Éléments
- JFR.61 : La petite Drôt
- Pièces instrumentales
- JFR.62 : Prélude de trompettes
- JFR.63 : La Villageoise
- JFR.64 : Tempête du ballet de Cardeno
- JFR.65 : Quator (air instrumental)
- Musique perdue
- JFR.66 : Leçons de ténèbres JFR.68
- Compositeur : vide
- JFR.67 : Leçons de ténèbres
- Compositeur : Rebel, Jean-Féry (1666-1747)
- Compositeur : Lalande, Michel-Richard de (1657-1726)
- JFR.68 : Leçons de ténèbres
- Compositeur : Rebel, Jean-Féry (1666-1747)
- Compositeur : Lalande, Michel-Richard de (1657-1726)
- JFR.69 : Leçons de ténèbres
- Compositeur : Rebel, Jean-Féry (1666-1747)
- Compositeur : Lalande, Michel-Richard de (1657-1726)
- JFR.70 : Leçons de ténèbres
- Compositeur : Rebel, Jean-Féry (1666-1747)
- Compositeur : Lalande, Michel-Richard de (1657-1726)
- JFR.71 : Leçons de ténèbres
- Compositeur : Rebel, Jean-Féry (1666-1747)
- Compositeur : Lalande, Michel-Richard de (1657-1726)
- JFR.72 : Messe en symphonie
- Addenda
- JFR.73 : Est-il étrange qu'une belle (chanson) (attribution)
- JFR.74 : Chantez peuple chantez (air spirituel)
- JFR.75 : Mépris du monde (chanson morale)

## Discographie
- Les Élémens - Academy of Ancient Music, dir. Christopher Hogwood — avec Les Élémens de Destouches, (juin 1978, L'Oiseau-Lyre 421 656-2)[6]
- Les Élémens, Les Caractères de la danse - Les Musiciens du Louvre, dir. Marc Minkowski, (Erato 1992)[7]
- Le Tombeau de Mr de Lully & autres sonates à III Parties, Ensemble Variations, (Adda 1992)
- Les Elémens, Musica Antiqua Köln, dir Reinhard Goebel, (Archiv Produktion 05472 77382 2 1995). Diapason d'or
- La Fantaisie, Les Plaisirs Champêtres, La Petite Bande, dir Sigiswald Kuijken, (Accent ACC 24346 1996)
- Sonates en trio, La Flore, La Junon, La Vénus, Le Tombeau de Mr de Lully, La Pallas, L'Immortelle, L'Apollon (1712). Ensemble Rebel, Jörg-Michael Schwarz, violon, Karen Marie Marmer, violon, Gail Ann Schroeder, viole de gambe, Pieter Dirksen, clavecin, orgue, (DHM deutsche harmonia mundi 1997)
- Sonates pour violon N° 8, 5, 6, 1, 3, 9, 7, 4 (1713) - Andrew Manze, violon ; Richard Edgarr, clavecin ; Jaap ter Linden, viole de gambe (1998, Harmonia Mundi HMC907221)
- Sonates en trio, London Baroque, dir Charles Medlam. (Bis 2005)
- Sonates pour violons et basse continue N° 7, 5, 3, 6, 5, 11, Amandine Beyer, violon, Alba Roca, violon, Baldomero Barciela, basse de viole, Ronaldo Lopez, théorbe, Chiao-Pin Kuo, clavecin, L'Assemblée des Honnestes Curieux ( Zig Zag Territoires ZZT051102 2006)
- Ulysse. Les Solistes du Marais: Guillemette Laurens, Circé, Stéphanie Révidat, Pénélope, Bertrand Chuberre, Ulysse, Bernard Deletré, Urilas, Howard Crook, Orphée, et Euriloque, Céline Ricci, Eugénie Warnier, Vincent Lièvre-Picard, Thomas van Essen, Le Chœur du Marais, La Simphonie du Marais, diection Hugo Reyne. Recorded 9-10 July 2007. [Saint-Sulpice-le-Verdon, Vendée]: Conseil Général de la Vendée, (Ⓟ 2007. Musiques à la Chabotterie 605003)
- Les Élémens - Akademie für alte musik Berlin (2010, Harmonia Mundi HMC902061)
- Les Élémens, Caprice, Boutade, Les Caractères de la danse, Les Plaisirs Champêtres, Fantaisie - Pratum Integrum Orchestra, (Caro Mitis  Klassik Center Kassel 2010)
- Les Elémens, L'Orfeo Barockorchester, dir. Michi Gaigg, (CPO 2014)
- Sonates N° 8, 7 (1713), Première, Seconde et Troisième Suite pour Le Violon (1705), Eco dell'Anima, Jeanne Johnson, violon baroque, Brent Wissik, viole de gambe, Peter Marshall, clavecin. (Centaur CRC 3430 2014)
- Les Élémens - Le Concert des Nations, dir Jordi Savall, (Alia Vox AVSA9914 2017)
- La Terpsychore, Les Caractères de la Danse, Les Plaisirs Champêtres, La Fantaisie - Le Concert des Nations, dir Jordi Savall ( Alia Vox AVSA9929 2018)
- Le Tombeau de Monsieur de Lully - Ensemble Diderot (Audax Records 2019). Diapason d’or, Choc Classica

## Au cinéma
- La musique de La Maladie de Sachs (1999), film de Michel Deville, est empruntée à Jean-Féry Rebel (dans la version de Reinhard Goebel).